# Stazione di Higashi-Kariya
La stazione di Higashi-Kariya (東刈谷駅?, Higashi-Kariya-eki) e una stazione ferroviaria situata nella città di Kariya, nella prefettura di Aichi in Giappone. La stazione e gestita dalla JR Central e serve la linea principale Tōkaidō.

## Linee
JR Central
■ Linea principale Tōkaidō

## Struttura
La stazione è costituita da due marciapiedi laterali con 2 binari in superficie.
| 1 | ■ Linea principale Tōkaidō | per Okazaki e Toyohashi  |
| 2 | ■ Linea principale Tōkaidō | per Nagoya, Gifu e Ōgaki |

## Stazioni adiacenti
| ≪                                 | Servizio                 | ≫                        |
| Linea principale Tōkaidō          | Linea principale Tōkaidō | Linea principale Tōkaidō |
| --------------------------------- | ------------------------ | ------------------------ |
| Mikawa-Anjō                       | Locale                   | Noda-Shinmachi           |
| Tutti gli altri treni non fermano |                          |                          |